# Sant Serni de Clariana
Sant Serni de Clariana és l'església parroquial del nucli de Clariana, al municipi de Clariana de Cardener (Solsonès) inclosa a l'Inventari del Patrimoni Arquitectònic de Catalunya.

## Descripció

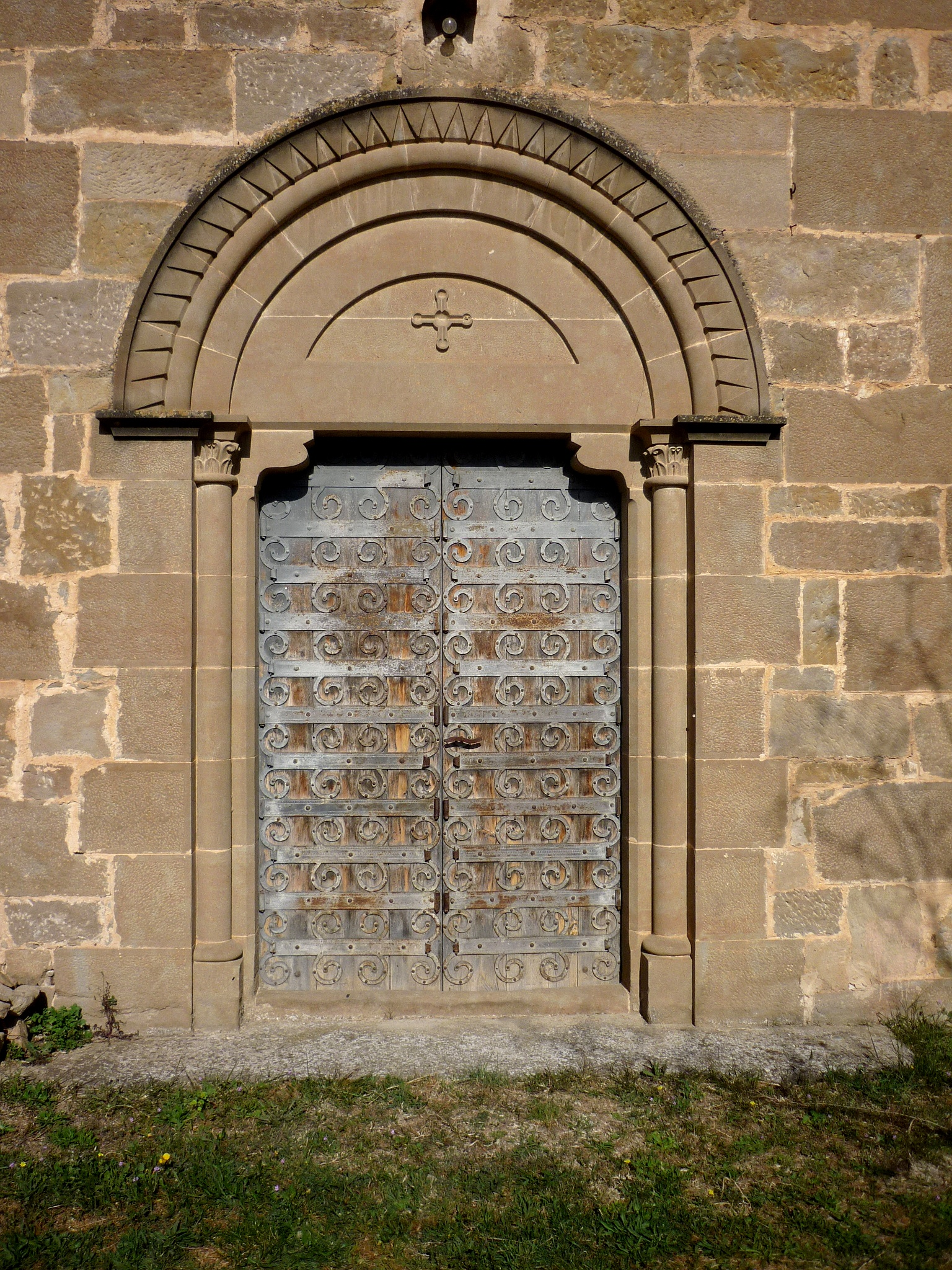
Portal

Església construïda l'any 1927 imitant l'estil romànic. Té una nau central i dues laterals. L'absis és rodó i està decorat amb petits arquets d'arc de mig punt. A la façana principal hi ha la porta principal d'arc de mig punt i resseguit per un semicercle de dovelles; al damunt de la porta hi ha un rosetó. Al costat de la façana hi ha la gran torre del campanar, és d'un sol cos, amb una finestra d'arc de mig punt a cada cara. El parament és de pedres unides amb morter excepte a les cantonades que són tallades i de pedra picada, així com als marc de la porta i les finestres.

## Història
Aquesta església és la parroquial de Clariana, es construí quan la primitiva parròquia de Sant Serni (romànica del segle XII) va quedar enderrocada. Estava a dalt d'un tossal, al costat del Castell de Clariana. La nova es troba al peu de la carretera que va a Cardona, davant de la masia de Flotats i de l'edifici de l'Ajuntament.